# Nøddelund
Nøddelund er en lille landsby i Midtjylland bestående af ca. 18 husstande og omkring 50 indbyggere (indenfor byskiltene). Den ligger i Viborg Kommune og tilhører Region Midtjylland. 
Landsbyen består af gårde, nedlagte mindre landbrug og enfamiliehuse.
I Nøddelund er der en smed, men intet forsamlingshus og ingen butikker eller foreninger.
Der er busforbindelse til Nøddelund fra Bjerringbro (via Rute 55 ), der ligger 5 km nord for landsbyen ad Borrevej (575).
Nærmeste indkøbsmuligheder er hos købmanden i Sahl, der ligger 3 km vest for Nøddelund ad Nøddelundvej, og hos en lang række dagligvare- og detailbutikker i Bjerringbro. 

## Historie
Den første del af bynavnet kommer af ordet ” Nød ”, og endelsen ” Lund ” betyder ” lille skov ”. 
Første gang man støder på bostedet er i 1415.
Før selvejet var der i Nøddelund 6 gårde, der hørte under godset Ormstrup, hvor jorden siden er blevet
udskiftet i 1781 og igen i 1803.
I Gullev Sogn er der en gravhøj (Kettinghøj) i skellet mod Sahl. En langhøj og 40 gravhøje
er med tiden blevet sløjfet eller ødelagt.
Et ornamenteret bronzesværd er fundet ved Bøgeskov.
Der kendes ikke til, at der er helligkilder ved Nøddelund.